# Kingsley Enagbare
Kingsley Osagie Engabare (Atlanta, Georgia, 18 de enero de 2000) más conocido como Kingsley Enagbare, apodado JJ, es un jugador profesional estadounidense de fútbol americano que se desempeña en la posición de linebacker en Green Bay Packers, equipo de la National Football League (NFL).

## Carrera
Fue seleccionado en la quinta ronda en la Reunión Anual de Selección de Jugadores de la NFL de 2022. Hizo su debut profesional con el equipo Green Bay Packers, donde lleva jugando dos temporadas.